# Crônica Gálica do ano 452
A Crônica Gálica do ano 452 (em latim: Chronica Gallica ad annum CCCCLII) é uma crónica da Antiguidade Tardia em forma de anais. Foi editada como Chronica Gallica por Theodor Mommsen juntamente com a Crónica Gálica do ano 511, nas Monumenta Germaniae Historica.

## Descrição
O texto, escrito em latim bastante simples, foi redigido por um autor cristão galo-romano anônimo, provavelmente residente em Valence, Marselha ou no vale do Ródano. A crônica começa no ano 379 com a nomeação de Teodósio I como coimperador e termina com a invasão da Itália por Átila em 452. O cronista dedica quase toda a sua atenção ao Império Romano do Ocidente: são descritos os eventos que ocorreram na península Itálica, Grã-Bretanha, Hispânia, África e, especialmente, na Gália. Bizâncio é mencionado secundariamente apenas para informar sobre a morte dos imperadores. A crônica contém informações importantes sobre os movimentos das tribos bárbaras durante o Período das Grandes Migrações, as revoltas dos bagaudas e a luta contra numerosas heresias. Entre os dados únicos está uma mensagem sobre a conquista da Grã-Bretanha pelos saxões em 441. Essa informação gerou ampla discussão entre os historiadores sobre a confiabilidade dos dados fornecidos pelas primeiras fontes históricas britânicas da Alta Idade Média.
Apesar de erros cronológicos, especialmente numerosos para o período entre 424 e o final da década de 440, a Crônica Gálica de 452 é a obra histórica mais antiga preservada da Gália e uma valiosa fonte narrativa sobre esta região e territórios adjacentes do Império Romano na primeira metade do século V. A autenticidade histórica da crônica baseia-se na proximidade geográfica e temporal de seu autor aos eventos narrados. Em geral, o relato está impregnado de uma avaliação negativa dos eventos da época, principalmente devido às invasões do Império Romano pelos "bárbaros".
A Crónica Gala é preservada em cerca de 40 manuscritos, sendo o mais antigo deles o chamado Manuscrito de Londres No. 16974, armazenado no Museu Britânico, datado do final do século IX ou início do X. Sua brevidade e foco na história da Gália a tornaram atrativa para copistas posteriores e contribuíram para sua sobrevivência..